# Qualificazioni alla Coppa del Mondo di rugby 1999 - Africa
Le qualificazioni africane alla Coppa del Mondo di rugby 1999 si tennero tra il 1997 e il 1998 su quattro turni e riguardarono 9 squadre nazionali africane, delle quali tre al primo turno, due ammesse direttamente al secondo, altre due al terzo e ulteriori due al quarto; i primi tre turni furono gironi da tre squadre, l'ultimo fu un girone unico di qualificazione che si disputò a Casablanca, in Marocco.
Esentato il Sudafrica, campione uscente, le qualificazioni dovettero esprimere una qualificata diretta, la vincitrice del girone finale, e una squadra da mandare agli incontri di ripescaggio intercontinentali.
Il Marocco era ammesso al quarto turno come migliore squadra africana uscita dal Torneo FIRA di qualificazione 1996-97 che vedeva dieci squadre europee, che dopo il torneo parteciparono alle qualificazioni per la propria zona, e due africane, il citato Marocco e la Tunisia, ammessa al secondo turno di qualificazione.
Dal girone finale emersero la Namibia, che vinse a punteggio pieno e si qualificò al torneo mondiale e il Marocco che andò ai ripescaggi intercontinentali.

## Situazione prima degli incontri di qualificazione
| Primo turno                         | Secondo turno                                | Terzo turno                                     | Quarto turno                                                                     | Qualificate |
| ----------------------------------- | -------------------------------------------- | ----------------------------------------------- | -------------------------------------------------------------------------------- | --- |
| - Botswana - Golfo Persico - Zambia | - Kenya - Tunisia - Qualificata dal 1º turno | - Namibia - Zimbabwe - Qualificata dal 2º turno | - Costa d'Avorio - Marocco - Qualificata dal 3º turno - Qualificata dal 3º turno | Qualificata direttamente: - Vincitrice del 4º turno Ai ripescaggi interzona: - Seconda classificata del 4º turno |

## Primo turno
| Data      | Incontro                 | Risultato | Sede     |
| --------- | ------------------------ | --------- | -------- |
| 18-4-1997 | Golfo Persico ― Botswana | 53-13     | Manama   |
| 26-4-1997 | Zambia ― Golfo Persico   | 30-44     | Luanshya |
| 17-5-1997 | Botswana ― Zambia        | 13-20     | Jwaneng  |

|  | Classifica 1º turno | G | V | N | P | P+ | P- | diff. | PT |
|  | ------------------- | - | - | - | - | -- | -- | ----- | -- |
|  | Golfo Persico       | 2 | 2 | 0 | 0 | 97 | 43 | +54   | 4  |
|  | Zambia              | 2 | 1 | 0 | 1 | 50 | 57 | -7    | 2  |
|  | Botswana            | 2 | 0 | 0 | 2 | 26 | 73 | -47   | 0  |

### Esito del primo turno
- Golfo Persico qualificato al secondo turno

## Secondo turno
| Data      | Incontro                | Risultato | Sede    |
| --------- | ----------------------- | --------- | ------- |
| 13-6-1997 | Golfo Persico ― Tunisia | 12-11     | Manama  |
| 6-9-1997  | Kenya ― Golfo Persico   | 37-18     | Nairobi |
| 20-9-1997 | Tunisia ― Kenya         | 52-5      | Tunisi  |

|  | Classifica 2º turno | G | V | N | P | P+ | P- | diff. | PT |
|  | ------------------- | - | - | - | - | -- | -- | ----- | -- |
|  | Tunisia             | 2 | 1 | 0 | 1 | 63 | 17 | +46   | 2  |
|  | Golfo Persico       | 2 | 1 | 0 | 1 | 30 | 48 | -18   | 2  |
|  | Kenya               | 2 | 1 | 0 | 1 | 42 | 70 | -28   | 2  |

### Esito del secondo turno
- Tunisia qualificata al terzo turno

## Terzo turno
| Data      | Incontro           | Risultato | Sede     |
| --------- | ------------------ | --------- | -------- |
| 4-4-1998  | Zimbabwe ― Tunisia | 43-9      | Bulawayo |
| 18-4-1998 | Tunisia ― Namibia  | 20-17     | Tunisi   |
| 9-5-1998  | Namibia ― Zimbabwe | 32-26     | Windhoek |

|  | Classifica 3º turno | G | V | N | P | P+ | P- | diff. | PT |
|  | ------------------- | - | - | - | - | -- | -- | ----- | -- |
|  | Zimbabwe            | 2 | 1 | 0 | 1 | 69 | 41 | +28   | 2  |
|  | Namibia             | 2 | 1 | 0 | 1 | 49 | 46 | +3    | 2  |
|  | Tunisia             | 2 | 1 | 0 | 1 | 29 | 60 | -31   | 2  |

### Esito del terzo turno
- Zimbabwe e Namibia: qualificate al quarto turno

## Quarto turno
| Casablanca 12 settembre 1998 | Marocco      | 15 – 9 | Zimbabwe | C.O.C. Stadium (3 000 spett.)\| Arbitro: \| David Ramage \| |
| Arbitro:                     | David Ramage |        |          |                                                             |

| Casablanca 12 settembre 1998 | Costa d'Avorio   | 10 – 22 | Namibia | C.O.C. Stadium\| Arbitro: \| Shinchi Iwashita \| |
| Arbitro:                     | Shinchi Iwashita |         |         |                                                  |

| Casablanca 16 settembre 1998 | Marocco          | 8 – 17 | Namibia | C.O.C. Stadium\| Arbitro: \| Claudio Giacomel \| |
| Arbitro:                     | Claudio Giacomel |        |         |                                                  |

| Casablanca 16 settembre 1998 | Costa d'Avorio  | 0 – 32 | Zimbabwe | C.O.C. Stadium\| Arbitro: \| Nobufumi Tanaka \| |
| Arbitro:                     | Nobufumi Tanaka |        |          |                                                 |

| Arbitro: | Chris White |

|                                                                    |      |            |
| Augustyn, Holtzhausen J. van Rensburg, Nienaber Samuelson, van Dyk | mt   | Tsimba     |
| van Dyk (3)                                                        | tr   |            |
| van Dyk                                                            | c.p. | Tsimba (3) |

| Casablanca 18 settembre 1998 | Marocco | 6 – 3 | Costa d'Avorio | C.O.C. Stadium |

### Classifica quarto turno
|  | Squadra        | G | V | N | P | P+ | P- | diff. | PT |
|  | -------------- | - | - | - | - | -- | -- | ----- | -- |
|  | Namibia        | 3 | 3 | 0 | 0 | 78 | 32 | +46   | 6  |
|  | Marocco        | 3 | 2 | 0 | 1 | 29 | 29 | 0     | 4  |
|  | Zimbabwe       | 3 | 1 | 0 | 2 | 55 | 54 | +1    | 2  |
|  | Costa d'Avorio | 3 | 0 | 0 | 3 | 13 | 60 | -47   | 0  |

### Esito del quarto turno
- Namibia: qualificata alla Coppa del Mondo
- Marocco: ai ripescaggi.

## Quadro generale delle qualificazioni
In grassetto le squadre qualificate al turno successivo
| Primo turno                         | Secondo turno                     | Terzo turno                    | Quarto turno                                    | Qualificate                                                            |
| ----------------------------------- | --------------------------------- | ------------------------------ | ----------------------------------------------- | ---------------------------------------------------------------------- |
| - Botswana - Golfo Persico - Zambia | - Kenya - Tunisia - Golfo Persico | - Namibia - Zimbabwe - Tunisia | - Costa d'Avorio - Marocco - Namibia - Zimbabwe | Qualificata direttamente: - Namibia Ai ripescaggi interzona: - Marocco |